# Klapa s Mora
Klapa s Mora byl hudební soubor, který reprezentoval Chorvatsko na Eurovision Song Contest 2013 ve švédském Malmö s písní „Mižerja“. Soubor tvořilo 6 mužů – zpěváků z 5 existujících klapa skupin v Chorvatsku (Kampanel, Sinj, Crikvenica, Sebenico a Grdelin):
- Marko Škugor – 1. tenor (z klapy Kampanel)
- Ante Galić – 2. tenor (z klapy Sinj)
- Nikša Antica – 1. baryton (z klapy Kampanel)
- Leon Bataljaku – 2. baryton (z klapy Crikvenica)
- Ivica Vlaić – bas (z klapy Sebenico)
- Bojan Kavedžija – bas (z klapy Grdelin)

Během jejích vystoupení v 1. semifinálové noci Eurovision Song Contestu 2013 členové Klapy s Mora prezentovali sami sebe v tradičních outfitech, které nosí účastníci soutěže Sinjska alka, která je stejně jako zpěv klapa zahrnuta v Seznamu nehmotného kulturního dědictví UNESCO.
Soubor Klapa s Mora byl eliminován v semifinále a nekvalifikoval se do finále soutěže.